# Boissy-Maugis
Boissy-Maugis är en kommun i departementet Orne i regionen Normandie i nordvästra Frankrike. Kommunen ligger i kantonen Rémalard som tillhör arrondissementet Mortagne-au-Perche. År 2013 hade Boissy-Maugis 358 invånare.

## Befolkningsutveckling
Antalet invånare i kommunen Boissy-Maugis
| Referens: INSEE |